# 窄叶雀梅藤
窄叶雀梅藤（学名：Sageretia brandrethiana）为鼠李科雀梅藤属下的一个种。生于中海拔的江边台地草丛中。
窄叶雀梅藤据前人记载仅见于印度西北部、阿富汗及伊朗。在中国云南西北部(丽江、中甸)为分布新记录。模式标本采自阿富汗。

## 扩展阅读
維基物種上的相關：窄叶雀梅藤